# Giáo hoàng Marinô II
Marinô II (Latinh: Marinus II) là vị giáo hoàng thứ 128 của Giáo hội Công giáo.
Theo niên giám Tòa Thánh năm 1806 thì ông đắc cử Giáo hoàng vào năm 943 và ở ngôi Giáo hoàng trong 3 năm 6 tháng. Niên giám Tòa Thánh năm 2003 xác định triều đại của ông kéo dài từ ngày 30 tháng 10 năm 942 cho tới tháng 5 năm 946.
Tên Marinô vào thời trung đại đã bị lẫn lộn với tên Martinô. Bởi đó, Marinô I và Marinô II, một thời gian lâu đã bị ghi sai vào danh sách dưới tên là Martinô II và Martinô III. Điều đó giải thích về việc danh sách Giáo hoàng hiện nay gồm có Martinô I, Martinô IV và Martinô V nhưng lại không có Martinô II và Martinô III.
Giáo hoàng Marinô II sinh tại Rôma. Đức Marinô cũng cai trị Giáo hội dưới sự chinh phục của ý muốn và đặc lợi của Alberic. Ông cũng dấn thân cải tổ các tu viện và xen vào luật dòng của các dòng tu này.
Marinô II nêu gương trong sạch, đời sống liêm chính trong một thời kỳ nhiễu nhương hỗn loạn. Ông bảo trợ các loại hình nghệ thuật, tổ chức lại các đoàn thể và khôi phục Roma như thủ đô luân lý của thế giới và đưa một số hướng dẫn làm quy tắc cho phẩm trật Giáo hội.